# Liste des œuvres d'art de l'Isère
Cet article vise à recenser les œuvres d'art dans l'espace public de l'Isère, en France.

## Liste
Les œuvres sont classées par ordre alphabétique de communes et, au sein de celles-ci, par ordre chronologique d'installation, dans la mesure des informations disponibles.

### Sculptures
| Œuvre                                       | Auteur                         | Commune              | Localisation                               | Notes                                      | Installation                               | Coordonnées                                | Illustration                                |
| ------------------------------------------- | ------------------------------ | -------------------- | ------------------------------------------ | ------------------------------------------ | ------------------------------------------ | ------------------------------------------ | ------------------------------------------- |
| Objet-Dard                                  | Bertrand Lavier                | Bourgoin-Jallieu     | Parc de la médiathèque                     |                                            | 2003                                       | 45° 35′ 25″ nord, 5° 16′ 29″ est           | Image manquante                             |
| Buste de Melchior Joseph Marmonier          | À déterminer                   | Domène               | À déterminer                               | Représente Melchior Joseph Marmonier.      | À déterminer                               | à géolocaliser                             | Buste de Melchior Joseph Marmonier          |
| Basculeurs Universels debout                | Marc Chopy                     | Gières               | Université Grenoble-Alpes                  |                                            | 2002                                       | 45° 11′ 53″ nord, 5° 46′ 37″ est           | Image manquante                             |
| Grande Épure                                | Serge Landois                  | Gières               | Université Grenoble-Alpes                  |                                            | 1995                                       | 45° 11′ 18″ nord, 5° 46′ 07″ est           | Image manquante                             |
| Sans titre                                  | Jean Amado                     | Gières               | Université Grenoble-Alpes                  |                                            | 1965                                       | 45° 11′ 41″ nord, 5° 46′ 21″ est           | Image manquante                             |
| Sans titre                                  | Olivier Descamps               | Gières               | Université Grenoble-Alpes                  |                                            | 1990                                       | à géolocaliser                             | Image manquante                             |
| Le Sentier planétaire                       | Chérif Kebbal et Renaud Guigon | Gières               | Domaine universitaire de Grenoble          |                                            | 2003                                       | à géolocaliser                             | Le Sentier planétaire                       |
|                                             |                                | Grenoble             | Voir la liste des œuvres d'art de Grenoble | Voir la liste des œuvres d'art de Grenoble | Voir la liste des œuvres d'art de Grenoble | Voir la liste des œuvres d'art de Grenoble | Voir la liste des œuvres d'art de Grenoble  |
| Buste de Marc Antoine Brillier              | À déterminer                   | Heyrieux             | À déterminer                               | Représente Marc Antoine Brillier.          | À déterminer                               | à géolocaliser                             | Buste de Marc Antoine Brillier              |
| Statue équestre de Napoléon                 | Emmanuel Frémiet               | Laffrey              | À déterminer                               | Représente Napoléon Ier.                   | 1868                                       | à géolocaliser                             | Statue équestre de Napoléon                 |
| Monument aux mineurs                        | Abel Chrétien                  | La Mure              | À déterminer                               |                                            | 1954                                       | à géolocaliser                             | Image manquante                             |
| Statue équestre de Pierre Terrail de Bayard | À déterminer                   | Pontcharra           | À déterminer                               | Représente Pierre Terrail de Bayard.       | À déterminer                               | à géolocaliser                             | Statue équestre de Pierre Terrail de Bayard |
| L'Adret                                     | Morice Lipsi                   | Saint-Martin-d'Hères | Université Grenoble-Alpes                  |                                            | 1967                                       | à géolocaliser                             | Image manquante                             |
| Contemporisation 900                        | Jean Barral Baron              | Saint-Martin-d'Hères | Université Grenoble-Alpes                  |                                            | 1995                                       | à géolocaliser                             | Image manquante                             |
| La Cornue                                   | Alexander Calder               | Saint-Martin-d'Hères | Domaine universitaire de Grenoble          |                                            | 1974                                       | 45° 11′ 30″ nord, 5° 46′ 17″ est           | Image manquante                             |
| Front                                       | Pierre Székely                 | Saint-Martin-d'Hères | Université Grenoble-Alpes                  |                                            | 1971                                       | 45° 11′ 23″ nord, 5° 46′ 15″ est           | Image manquante                             |
| Mouvement et Sérénité                       | Louis Val                      | Saint-Martin-d'Hères | Université Grenoble-Alpes                  |                                            | 1976                                       | à géolocaliser                             | Image manquante                             |
| Parole                                      | Pierre Székely                 | Saint-Martin-d'Hères | Université Grenoble-Alpes                  |                                            | 1971                                       | 45° 11′ 23″ nord, 5° 46′ 15″ est           | Image manquante                             |
| Point de vue                                | Pierre Székely                 | Saint-Martin-d'Hères | Université Grenoble-Alpes                  |                                            | 1971                                       | 45° 11′ 23″ nord, 5° 46′ 15″ est           | Image manquante                             |
| Sphère enterrée                             | François Morellet              | Saint-Martin-d'Hères | Domaine universitaire de Grenoble          |                                            | 1975                                       | à géolocaliser                             | Sphère enterrée                             |
| Structure oblique                           | Jean-Claude Barrère            | Saint-Martin-d'Hères | Université Grenoble-Alpes                  |                                            | 1975                                       | 45° 11′ 32″ nord, 5° 45′ 36″ est           | Image manquante                             |
| Statue de Louis Nal                         | Abel Chrétien                  | La Tronche           | À déterminer                               | Représente Louis Nal.                      | 1950                                       | à géolocaliser                             | Image manquante                             |
| Marianne                                    | Henri Ding                     | Vizille              | À déterminer                               |                                            | À déterminer                               | à géolocaliser                             | Marianne                                    |

### Monuments aux morts
| Œuvre                                              | Auteur                      | Commune                    | Localisation                                                       | Notes                | Installation | Coordonnées    | Illustration |
| -------------------------------------------------- | --------------------------- | -------------------------- | ------------------------------------------------------------------ | -------------------- | ------------ | -------------- | --- |
| Poilu au repos (monument aux morts)                | Copie d'après Étienne Camus | Arandon                    | À déterminer                                                       |                      | À déterminer | à géolocaliser | Poilu au repos (monument aux morts)                                                                                       |
| Le Poilu victorieux (monument aux morts)           | Copie d'après Eugène Bénet  | Barraux                    | Sur la place de la mairie                                          |                      | À déterminer | à géolocaliser | Le Poilu victorieux (monument aux morts)                                                                                  |
| Poilu baïonnette au canon (d) (monument aux morts) | Copie d'après Étienne Camus | Bilieu                     | À déterminer                                                       |                      | À déterminer | à géolocaliser | Poilu baïonnette au canon (d) (monument aux morts)                                                                        |
| Poilu au repos (monument aux morts)                | Copie d'après Étienne Camus | Bizonnes                   | À déterminer                                                       |                      | À déterminer | à géolocaliser | Poilu au repos (monument aux morts)                                                                                       |
| Poilu au repos (monument aux morts)                | Copie d'après Étienne Camus | Châteauvilain              | Devant la mairie                                                   |                      | À déterminer | à géolocaliser | Poilu au repos (monument aux morts)                                                                                       |
| Poilu baïonnette au canon (d) (monument aux morts) | Copie d'après Étienne Camus | Cognin-les-Gorges          | À déterminer                                                       |                      | À déterminer | à géolocaliser | Poilu baïonnette au canon (d) (monument aux morts)                                                                        |
| Poilu au repos (monument aux morts)                | Copie d'après Étienne Camus | Eclose                     | À déterminer                                                       |                      | À déterminer | à géolocaliser | Image manquante |
| Poilu au repos (monument aux morts)                | Copie d'après Étienne Camus | Entraigues                 | À déterminer                                                       |                      | À déterminer | à géolocaliser | Image manquante |
| Poilu au repos (monument aux morts)                | Copie d'après Étienne Camus | Izeron                     | À déterminer                                                       |                      | 1921         | à géolocaliser | Image manquante |
| Poilu au repos (monument aux morts)                | Copie d'après Étienne Camus | Jarrie                     | À déterminer                                                       |                      | À déterminer | à géolocaliser | Image manquante |
| Poilu au repos (monument aux morts)                | Copie d'après Étienne Camus | La Chapelle-de-Surieu      | À déterminer                                                       | Érigé[Où ?] en 1921. | 2011         | à géolocaliser | Image manquante |
| Poilu au repos (monument aux morts)                | Copie d'après Étienne Camus | La Combe-de-Lancey         | Devant la mairie                                                   |                      | 1921         | à géolocaliser | Poilu au repos (monument aux morts)                                                                                       |
| Poilu au repos (monument aux morts)                | Copie d'après Étienne Camus | Lalley                     | À déterminer                                                       |                      | À déterminer | à géolocaliser | Image manquante |
| Poilu au repos (monument aux morts)                | Copie d'après Étienne Camus | Lans-en-Vercors            | À déterminer                                                       |                      | À déterminer | à géolocaliser | Poilu au repos (monument aux morts)                                                                                       |
| Poilu au repos (monument aux morts)                | Copie d'après Étienne Camus | Le Pont-de-Claix           | À déterminer                                                       |                      | À déterminer | à géolocaliser | Poilu au repos (monument aux morts)                                                                                       |
| Poilu au repos (monument aux morts)                | Copie d'après Étienne Camus | Le Touvet                  | À déterminer                                                       |                      | À déterminer | à géolocaliser | Poilu au repos (monument aux morts)                                                                                       |
| Poilu au repos (monument aux morts)                | Copie d'après Étienne Camus | Les Éparres                | À déterminer                                                       |                      | 1922         | à géolocaliser | Image manquante |
| Poilu au repos (monument aux morts)                | Copie d'après Étienne Camus | Marcollin                  | À déterminer                                                       |                      | À déterminer | à géolocaliser | Image manquante |
| Poilu au repos (monument aux morts)                | Copie d'après Étienne Camus | Pajay                      | À déterminer                                                       |                      | À déterminer | à géolocaliser | Image manquante |
| Poilu au repos (monument aux morts)                | Copie d'après Étienne Camus | Saint-Agnin-sur-Bion       | Sur la place du 8 mai 1945                                         |                      | À déterminer | à géolocaliser | Image manquante |
| Poilu au repos (monument aux morts)                | Copie d'après Étienne Camus | Saint-Alban-de-Roche       | À l'intersection de la route des combes et de la rue du 8 Mai 1945 |                      | À déterminer | à géolocaliser | Poilu au repos (monument aux morts)                                                                                       |
| Poilu au repos (monument aux morts)                | Copie d'après Étienne Camus | Saint-Clair-du-Rhône       | À déterminer                                                       |                      | À déterminer | à géolocaliser | Image manquante |
| Poilu au repos (monument aux morts)                | Copie d'après Étienne Camus | Saint-Laurent-en-Beaumont  | À déterminer                                                       |                      | À déterminer | à géolocaliser | Image manquante |
| Poilu au repos (monument aux morts)                | Copie d'après Étienne Camus | Saint-Martin-d'Hères       | Devant l'église Saint Martin                                       |                      | À déterminer | à géolocaliser | Poilu au repos (monument aux morts)                                                                                       |
| Poilu au repos (monument aux morts)                | Copie d'après Étienne Camus | Saint-Pierre-d'Entremont   | À déterminer                                                       |                      | À déterminer | à géolocaliser | Poilu au repos (monument aux morts)                                                                                       |
| Poilu au repos (monument aux morts)                | Copie d'après Étienne Camus | Saint-Pierre-de-Bressieux  | Devant l'église                                                    |                      | 1922         | à géolocaliser | Image manquante |
| Poilu au repos (monument aux morts)                | Copie d'après Étienne Camus | Saint-Quentin-sur-Isère    | À déterminer                                                       |                      | À déterminer | à géolocaliser | Poilu au repos (monument aux morts)« Monument aux morts de 1914-1918 à Saint-Quentin-sur-Isère », sur À nos grands hommes |
| Poilu au repos (monument aux morts)                | Copie d'après Étienne Camus | Saint-Romans               | À déterminer                                                       |                      | 1922         | à géolocaliser | Image manquante |
| Poilu au repos (monument aux morts)                | Copie d'après Étienne Camus | Saint-Sulpice-des-Rivoires | À déterminer                                                       |                      | À déterminer | à géolocaliser | Poilu au repos (monument aux morts)                                                                                       |
| Le Poilu victorieux (monument aux morts)           | Copie d'après Eugène Bénet  | Salaise-sur-Sanne          | À déterminer                                                       |                      | À déterminer | à géolocaliser | Image manquante |
| Poilu au repos (monument aux morts)                | Copie d'après Étienne Camus | Varacieux                  | À déterminer                                                       | Érigé[Où ?] en 1921. | 2014         | à géolocaliser | Image manquante |
| Poilu au repos (monument aux morts)                | Copie d'après Étienne Camus | Veyssilieu                 | Route de Moras, près de l'église                                   |                      | 1925         | à géolocaliser | Poilu au repos (monument aux morts)                                                                                       |

### Fontaines
| Œuvre | Auteur | Commune | Localisation | Notes | Installation | Coordonnées | Illustration |
| ----- | ------ | ------- | ------------ | ----- | ------------ | ----------- | ------------ |

### Œuvres diverses
| Œuvre                       | Auteur              | Commune              | Localisation                      | Notes                    | Installation | Coordonnées                      | Illustration    |
| --------------------------- | ------------------- | -------------------- | --------------------------------- | ------------------------ | ------------ | -------------------------------- | --------------- |
| Autour d'un arbre           | Jean-Luc Vilmouth   | Gières               | Université Grenoble-Alpes         | Aménagement paysager.    | 1998         | 45° 11′ 31″ nord, 5° 46′ 25″ est | Image manquante |
| Faire le chemin en marchant | François Deck       | Saint-Martin-d'Hères | Université Grenoble-Alpes         | Plaques en fonte de fer. | 1993         | à géolocaliser                   | Image manquante |
| Jardin Éden                 | Jean-Pierre Raynaud | Saint-Martin-d'Hères | Zone d'activité de Champ Roman    | Aménagement paysager.    | 1978         | 45° 11′ 03″ nord, 5° 46′ 25″ est | Image manquante |
| Sans titre                  | Edgard Pillet       | Saint-Martin-d'Hères | Université Grenoble-Alpes         | Installation murale.     | 1969         | à géolocaliser                   | Image manquante |
| Sans titre                  | Jackie Dumonteil    | Saint-Martin-d'Hères | Ense3                             | Peinture murale.         | 2001         | à géolocaliser                   | Image manquante |
| Transfert                   | Vincent Prudhomme   | Saint-Martin-d'Hères | Domaine universitaire de Grenoble | Installation murale.     | 2004         | à géolocaliser                   | Image manquante |
| Sans titre                  | Charles Gianferrari | La Tronche           | Université Grenoble-Alpes         | Mosaïque.                | À déterminer | 45° 12′ 05″ nord, 5° 44′ 47″ est | Image manquante |